# The Sickness
The Sickness er det første album fra det amerikanske heavy metal-band Disturbed. Det blev indspillet i vinteren 1999 og udgivet den 7. marts 2000. Albummet blev tildelt tre platinum af RIAA.

## Numre
1. "Voices" – 3:11
2. "The Game" – 3:47
3. "Stupify" – 4:34
4. "Down With the Sickness" – 4:38
5. "Violence Fetish" – 3:23
6. "Fear" – 3:46
7. "Numb" – 3:44
8. "Want" – 3:52
9. "Conflict" – 4:35
10. "Shout 2000" – 4:17 (Tears for Fears cover)
11. "Droppin' Plates" – 3:49
12. "Meaning of Life" – 4:02

### Bonusnumre
Bonusnumre på japanske og nogle amerikanske udgaver:
1. "God of the Mind"
2. "Stupify" (Live)
3. "The Game" (Live)
4. "Voices" (Live)
5. "Down With the Sickness" (Live)

## Singlerenes placering på hitliste
| År   | Single                 | Hitliste                      | Placering |
| ---- | ---------------------- | ----------------------------- | --------- |
| 2000 | Stupify                | Mainstream Rock Tracks (U.S.) | No. 12    |
| 2000 | Stupify                | Modern Rock Tracks (U.S.)     | No. 10    |
| 2000 | Voices                 | Mainstream Rock Tracks (U.S.) | No. 16    |
| 2000 | Voices                 | Modern Rock Tracks (U.S.)     | No. 18    |
| 2001 | Voices                 | UK Singles Chart              | No. 52    |
| 2001 | Down With The Sickness | Mainstream Rock Tracks (U.S.) | No. 5     |
| 2001 | Down With The Sickness | Modern Rock Tracks (U.S.)     | No. 8     |
| 2002 | The Game               | Mainstream Rock Tracks (U.S.) | No. 34    |